# Els llops de mar
Els llops de mar (títol original: The Sea Wolves) és una pel·lícula anglo-estatunidenca de 1980 dirigida per Andrew V. McLaglen i doblada al català.
La protagonitzen Gregory Peck, Roger Moore i David Niven. Es basa en el llibre Boarding Party de James Leasor, que alhora es basa en un incident real que va tenir lloc en la Segona Guerra Mundial. L'incident va implicar un atac del Calcutta Light Horse el 9 de març de 1943 contra un vaixell mercant alemany, que havia estat transmetent informació a U-boats des de Mormugao Harbour al territori neutral de Portugal de Goa.

## Argument
Durant la Segona Guerra Mundial, els submarins alemanys estan enfonsant milers de tones de naus mercants del Regne Unit. La Intel·ligència britànica, amb base a l'Índia, creu que s'està passant informació als U-Boats per un transmissor de ràdio ocult a bord d'un de tres vaixells alemanys que hi ha a la colònia portuguesa de Goa. Ja que Portugal és neutral, els vaixells no poden ser atacats per forces convencionals. Una unitat d'expatriatas britànics, que formen la unitat anomenada "Calcutta Light Force" es farà càrrec de la missó.

## Base històrica
La pel·lícula indica en els crèdits del final que durant els primers 11 dies de març de 1943, l'U-boats enfonsava 12 vaixells aliats en l'oceà Índic. Però després de l'atac de Light Horse a Goa, només es va perdre un vaixell en el que restava de mes.

## Repartiment
- Gregory Peck
- Roger Moore
- David Niven
- Trevor Howard
- Barbara Kellerman
- Patrick Macnee
- Bernard Archard
- Jack Watson